# Iwannis Louis Awad
Iwannis Louis Awad (ur. 17 kwietnia 1934 w Zajdalu, zm. 18 listopada 2020 w Hims) – syryjski duchowny syryjskokatolicki, w latach 2003–2011 egzarcha apostolski Wenezueli.

## Życiorys
Święcenia kapłańskie przyjął 8 grudnia 1957. Przez wiele lat pracował w syryjskich i libańskich parafiach, był także proboszczem syryjskokatolickiej placówki w Belo Horizonte.
17 maja 2003 został mianowany egzarchą apostolskim Wenezueli i biskupem tytularnym Zeugma in Syria. Sakry biskupiej udzielił mu 12 września 2003 ówczesny patriarcha Antiochii, Ignacy Piotr VIII Abdel-Ahad.
1 marca 2011 przeszedł na emeryturę.